# Betazoide
Els betazoides són una raça de l'univers fictici de la sèrie Star Trek. Són criatures externament similars als humans, físicament només es diferencien en el fet que el seu iris és negre fent que sembla que només tinguin una pupil·la molt grossa, psicològicament són pacifistes i amb capacitats telepàtiques i empàtiques.

## Origen i capacitats
Van ser vistos per primera vegada en la data estel·lar 41153.7, en l'episodi «Trobada a Farpoint».
Els betazoides són éssers pacífiques, gairebé idèntics als terrestres amb l'excepció dels seus poders telepàtics i habilitats empàtiques. Els betazoides aprecien les belles arts, la literatura i la filosofia. Com tots els betazoides són telepàtics, normalment no necessiten articular els seus pensaments entre si per a comunicar-se, és una habilitat natural i la força de l'habilitat varia d'un a l'altre.
La majoria desenvolupa l'habilitat en l'adolescència, però alguns tenen habilitats telepàtiques congènitament actives, que poden causar problemes mentals severs causa de la seva incapacitat de protegir les ments dels altres. Poden reproduir-se amb humans, encara que això dilueix sovint les habilitats telepàtiques de la descendència, un cas concret és la comandant Deanna Troi. Els nens d'aquesta unió desenvolupen sovint habilitats empàtiques en lloc de les telepàtiques, tot i que encara poden comunicar-se telepàticament amb els seus pares betazoides.